# Station Przeradz
Station Przeradz is een spoorwegstation in de Poolse plaats Przeradz.